# 3672 Stevedberg
3672 Stevedberg là một tiểu hành tinh vành đai chính.
Hành tinh vi hình 3672 Stevedberg (1985 QQ) được đặt theo tên của Stephen J. Edberg vào năm 1987 để ghi nhận những cống hiến bền bỉ trong việc kết nối các nhà thiên văn học nghiệp dư và chuyên nghiệp với nhau. Phần trích dẫn được chuẩn bị bởi David H. Levy theo đề nghị của nhà khám phá Edward Bowell thuộc Đài thiên văn Lowell.